# Gouvernement Boumédiène IV
République algérienne
Boumédiène III Abdelghani I
Le gouvernement Boumédiène IV est un gouvernement en place du 23 avril 1977 au 8 mars 1979.

## Composition
| Fonction                                                                                          | Titulaire | Titulaire                    | Parti |
| ------------------------------------------------------------------------------------------------- | --------- | ---------------------------- | ----- |
| Président de la République, Ministre de la Défense nationale                                      |           | Houari Boumédiène            | FLN   |
| Ministre des Affaires étrangères                                                                  |           | Abdelaziz Bouteflika         | FLN   |
| Ministre de l'Agriculture et de la Révolution agraire                                             |           | Mohamed Tayebi Larbi         | FLN   |
| Ministre de l'Intérieur                                                                           |           | Mohamed Ben Ahmed Abdelghani | FLN   |
| Ministre de l'Hydraulique, de la Mise en valeur des terres et de la Protection de l'Environnement |           | Ahmed Bencherif              | FLN   |
| Ministre des Transports                                                                           |           | Ahmed Draïa                  | FLN   |
| Ministre conseiller du Président de la République                                                 |           | Ahmed Taleb Ibrahimi         | FLN   |
| Ministre des Travaux publics                                                                      |           | Boualem Benhamouda           | FLN   |
| Ministre des Industries légères                                                                   |           | Belaïd Abdesselam            | FLN   |
| Ministre des Finances                                                                             |           | Mohamed Seddik Ben Yahia     | FLN   |
| Ministre des Moudjahidine                                                                         |           | Mohamed Saïd Mazouzi         | FLN   |
| Ministre auprès du Président de la République chargé des Affaires religieuses                     |           | Mouloud Kassim               | FLN   |
| Ministre de la Santé publique                                                                     |           | Saïd Aït Messaoudène         | FLN   |
| Ministre de l'Éducation                                                                           |           | Mostefa Lacheraf             | FLN   |
| Ministre de la Justice                                                                            |           | Abdelmalek Benhabyles        | FLN   |
| Ministre de l'Enseignement supérieur et de la Recherche scientifique                              |           | Abdelatif Rahal              | FLN   |
| Ministre des Postes et Télécommunications                                                         |           | Mohamed Zerguini             | FLN   |
| Ministre du Travail et de la Formation professionnelle                                            |           | Mohamed Amir                 | FLN   |
| Ministre de l'Habitat et de la Construction                                                       |           | Abdelmadjid Aouchiche        | FLN   |
| Ministre du Commerce                                                                              |           | M'hamed Hadj Yala            | FLN   |
| Ministre de l'Information et de la Culture                                                        |           | Redha Malek                  | FLN   |
| Ministre du Tourisme                                                                              |           | Abdelghani Akbi              | FLN   |
| Ministre de la Jeunesse et des Sports                                                             |           | Djamal Houhou                | FLN   |
| Ministre de l'Industrie lourde                                                                    |           | Mohamed Liassine             | FLN   |
| Ministre de l'Énergie et des Industries pétrochimiques                                            |           | Sid Ahmed Ghozali            | FLN   |
| Secrétaires d'État                                                                                |           |                              |       |
| Secrétaire d'État au Plan                                                                         |           | Kamel Abdellah Khodja        | FLN   |
| Secrétaire général de la Présidence                                                               |           | Abdelmadjid Alahoum          | FLN   |
| Secrétaire général du Gouvernement                                                                |           | Smail Hamdani                | FLN   |